# Akademickie Radio Kampus

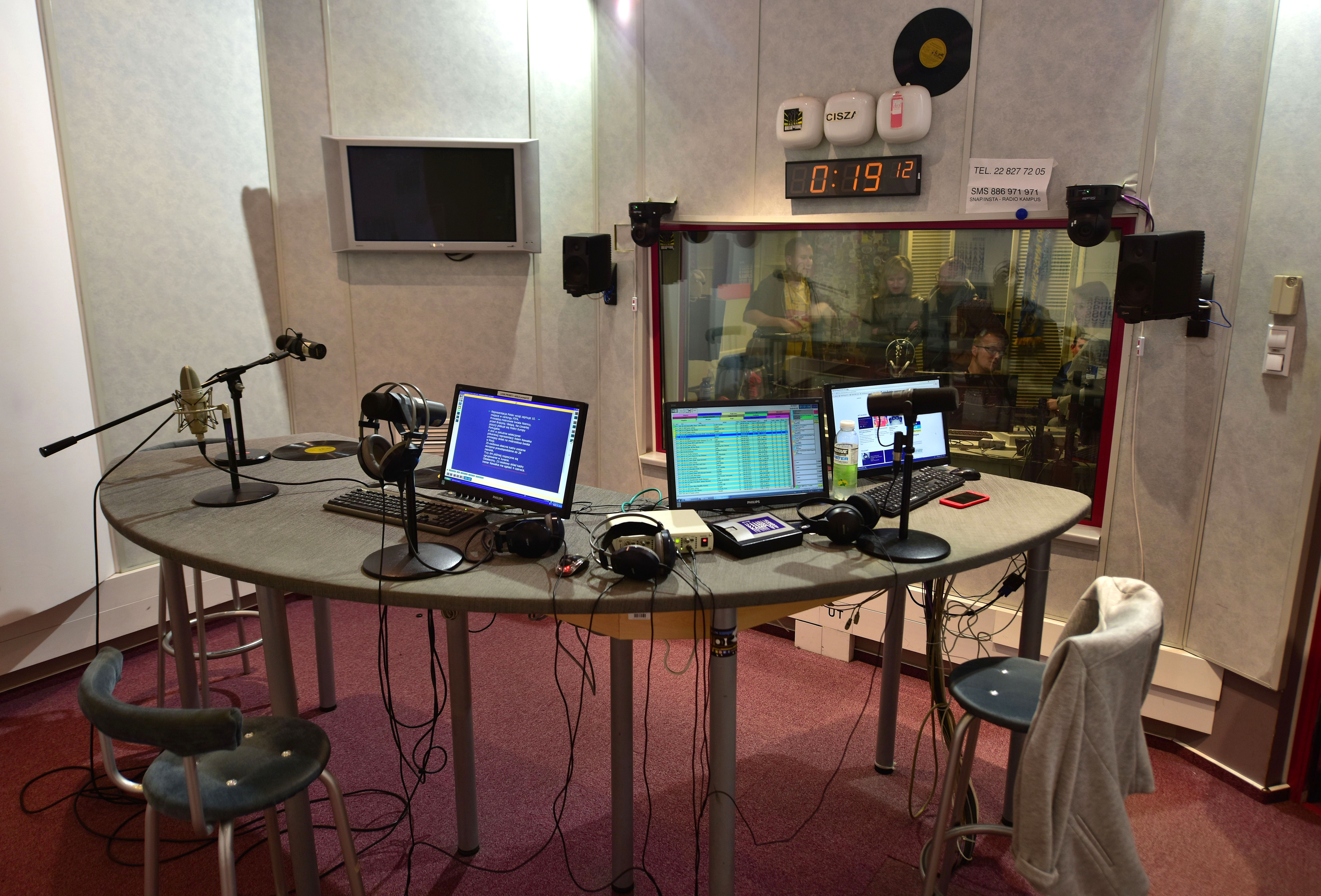
Studio Radia Kampus w dawnej siedzibie stacji przy ul. Bednarskiej 2/4

Akademickie Radio Kampus – stacja radiowa Uniwersytetu Warszawskiego. Rozpoczęło działalność 1 czerwca 2005 roku. Nadaje 24-godzinny program na 97,1 MHz w promieniu ok. 30 km od Warszawy.
Zespół radia tworzą w większości studenci; są oni autorami większości pozycji antenowych. Radio realizuje w ten sposób misję edukacyjną, umożliwiając naukę zawodu dziennikarza lub realizatora dźwięku. Studenci świadczą pracę na zasadzie wolontariatu i nie otrzymują za nią wynagrodzenia. Kolegium redakcyjne tworzą osoby z doświadczeniem radiowym w radiofonii publicznej lub komercyjnej.
Radio Kampus należy do Grupy Polskie Rozgłośnie Akademickie.
Od 2005 do pierwszej połowy 2024 roku siedziba radia mieściła się w dawnym budynku łazienek Teodozji Majewskiej przy ul. Bednarskiej 2/4. Od drugiej połowy września 2024 roku siedziba mieści się w nowoczesnym budynku Uniwersytetu Warszawskiego przy ulicy Dobrej 55. Nadajnik znajduje się na biurowcu Rondo 1.

## Program

### Muzyka
Profil muzyczny został stworzony przez Wojtka "Froya" Rodka, dziennikarza muzycznego, wcześniej związanego z Radiem Bogoria, Jazz Radiem i „starą” Radiostacją.
W playliście stacja stawia na nową muzykę, przede wszystkim od roku 2000. Dużo miejsca poświęca młodym polskim artystom, tworząc medium prezentacji ich dokonań. Stacja świadomie nie została sformatowana na określony gatunek muzyczny, licząc na ludzi otwartych na muzykę z różnych kręgów. Jej poznanie umożliwi słuchaczowi wachlarz ponad 30 autorskich audycji muzycznych.
Od poniedziałku do piątku od 17:00 do 19:00, Radio Kampus prezentuje interaktywny program muzyczny "Alternator". Współtworzą go słuchacze, głosując na wybrane numery. Głosują za pomocą telefonu, SMS-ów i aplikacji Snapchat. W zamian mają szansę na wygranie nagród.
W poniedziałki, środy i piątki od 19:00 do 20:00 w "Magazynie Muzycznym" prezentowane są nowości muzyczne Radia Kampus, nowe płyty oraz wywiady z artystami. Często wykonawcy udzielają mini-koncertów w radiowym studiu.
Od poniedziałku do piątku po 20:00 rozpoczynają się muzyczne audycje autorskie. Każda ma inny charakter – od metalu poprzez rock, brit pop, etno, country, blues czy jazz, a oprócz tego występuje też hip-hop, sety didżejskie i muzyka elektroniczna/Rave. Można znaleźć takie gatunki jak Hardocore, Jungle, DnB, UK Garage czy Techno. Co roku (aż do 2009) w październiku stacja organizowała duży koncert urodzinowy, na którym występowały polskie gwiazdy muzyki alternatywnej (w 2007: m.in. O.S.T.R., Hurt). Koncert to też forma powitania nowych studentów w Warszawie.

### Wiadomości i Publicystyka
Radio Kampus co godzinę od 7:30 do 18:30 (w weekendy od 8:30 do 17:30) nadaje wiadomości przygotowywane przez redakcję informacji. Priorytetowe dla dziennikarzy stacji są informacje akademickie, jak również te dotyczące życia stolicy. Codziennie o 11:30 i 15:30 nadawany jest serwis akademicki.
Redakcja publicystyki przygotowuje natomiast programy poranne i popołudniowe. Dodatkowo jej reporterzy zajmują się sprawami środowiska studenckiego. Ich audycje to m.in. "Normalnie o tej porze".

### Kultura
Ważnym elementem Akademickiego Radia Kampus jest niezależna i alternatywna kultura. Tygodniowo na antenie pojawia się ponad 25 różnych audycji kulturalnych, od codziennych "Zwiastunów kulturalnych" przez programy filmowe, teatralne, książkowe, po audycje związane ze sportami ekstremalnymi.
Programy kulturalne są platformą prezentacji młodych twórców. Do studia Radia Kampus zapraszani są młodzi ludzie, których wszelaka twórczość prezentowana jest w ramach programów kulturalnych. Ludzie skupieni wewnątrz redakcji to bardzo często młodzi artyści, aktorzy, pisarze.
Informacje kulturalne dobierane są z myślą o słuchaczu - młodym, inteligentnym, zainteresowanym kulturą niezależną. Redakcja kultury współpracuje i informuje o działaniach różnych organizacji i stowarzyszeń. Codzienne serwisy "Kultura w mieście" są skondensowaną porcją informacji kulturalnych na bieżący dzień i na kilka kolejnych. Oprócz "Kultury w mieście", redakcja kultury przygotowuje audycje autorskie: "Kontener Kultury", "Jeszcze Więcej Kultury", "Kronika wypadków filmowych" oraz "Kulturalny Kampus". Radio Kampus transmituje także niektóre wydarzenia kulturalne ze stolicy.

### Życie studenckie
Od poniedziałku do piątku o 11:00 można posłuchać dwugodzinnego programu "Kampus Główny". Program podejmuje tematy związane z życiem studenta w Warszawie. Redakcja akademicka próbuje walczyć ze stereotypem studenta, który tylko studiuje. Stacja prezentuje tematy ważne zarówno w sensie akademickim, jak i społecznym. Dużo miejsca poświęca planowaniu kariery i rozwojowi personalnemu. Prezentuje też kierunki studiów, uczelnie i możliwości kariery po ukończeniu danej specjalizacji.

### Sport
Codzienny serwis sportowy nadawany jest przez Radio Kampus o godzinie 8:00.
Reporterzy radia są obecni na meczach piłkarzy Legii Warszawa, Polonii Warszawa i Znicza Pruszków, koszykarzy Polonii SPEC Warszawa, siatkarzy AZS Politechniki Warszawa i futsalowców AZS UW. W audycjach nie brakuje także informacji z Polskiej Ligi Futbolu Amerykańskiego, rugbystów Skry Warszawa oraz Folc AZS AWF Warszawa. Inne imprezy, z których przeprowadzano relacje: MTB Mazovia Marathon, mecze piłkarzy ręcznych Warszawianki, Maraton Warszawski, Tour de Pologne, mecz Polska-Belgia w el. ME 2008. W lutym 2024 rozgłośnia została partnerem medialnym Polonii Warszawa.